# كارل ديلورم
كارل ديلورم هو سياسي ألماني، ولد في 23 يناير 1920 في ماينتس في ألمانيا، وتوفي في 12 مارس 2011. نشط حزبياً في الحزب الديمقراطي الاجتماعي الألماني. وقد انتخب عضو في البوندستاغ الألماني خلال فترته النيابية ‏ (29 مارس 1983 – 18 فبراير 1987).